# Zielonagóra
Zielonagóra (prononciation : [ʑelɔnaˈɡura]) est un village polonais de la gmina d'Obrzycko dans le powiat de Szamotuły de la voïvodie de Grande-Pologne dans le centre-ouest de la Pologne.
Il se situe à environ 2 km au nord d'Obrzycko (siège de la gmina), 12 km au nord de Szamotuły (siège du powiat), et à 43 km au nord-ouest de Poznań (capitale de la Grande-Pologne).
Le village possédait une population de 93 habitants en 2012.

## Histoire
De 1975 à 1998, le village faisait partie du territoire de la voïvodie de Poznań.

Depuis 1999, Zielonagóra est situé dans la voïvodie de Grande-Pologne.